# Wacław Warchoł
Wacław Warchoł (ur. 2 lipca 1991 w Warszawie) – polski aktor filmowy i telewizyjny, także scenarzysta i reżyser.

## Życiorys
Pochodzi z rodziny artystycznej – jego ojcem jest aktor i reżyser Grzegorz Warchoł, a siostrą aktorka Weronika Warchoł. Studiował reżyserię i scenariopisarstwo w PWSFTviT w Łodzi. Zadebiutował w 2008 roku jako Jasiek Cieplak – młodszy brat głównej bohaterki w serialu BrzydUla. Po sukcesie serialu kontynuował karierę w produkcjach telewizyjnych i filmowych. Występował m.in. w serialach: Na dobre i na złe, Hotel 52, Ojciec Mateusz, M jak miłość, Barwy szczęścia, Dewajtis oraz Malanowski. Nowe rozdanie. Poza aktorstwem zajmuje się również pisaniem scenariuszy, grafiką i fotografią.

## Filmografia
- 2008–2009, 2020: BrzydUla – Jasiek Cieplak
- 2010: Na dobre i na złe – pacjent
- 2011: Hotel 52 – kelner
- 2012: Ojciec Mateusz – maturzysta
- 2015: Barwy szczęścia – Bartek
- 2018: Dywizjon 303. Historia prawdziwa – pilot
- 2019: Żmijowisko – Krzysiek
- 2020: Plan B – Tomek
- 2023: Imago – Daniel
- 2024: Korona Królów. Jagiellonowie – Jan z Tęczyna
- od 2024: Malanowski. Nowe rozdanie – detektyw Wojciech Dereń